# 프로 바둑 기사
프로 바둑 기사는 바둑의 프로 선수들을 뜻한다. 주요 바둑 조직 중 하나를 통해 전문 졸업장을 취득하기 위한 최소 기준은 매우 높은 편이다. 경쟁은 엄청나고 챔피언 플레이어에 대한 상금 인센티브는 매우 크다. 예를 들어, 호닌보 토너먼트(Honinbo Tournament)의 상금은 약 $350,000이다.
거의 모든 프로 기사들은 중국, 일본, 한국, 대만 출신이다. 최근까지 중국( 중국 기원 ), 일본( 일본기인, 간사이기인 ), 한국(대한 바둑협회 (한국기원)), 대만( 대만기원문화재단 )에만 전문 바둑 조직이 있었기 때문이다.년 미국에서는 2012년에서야 AGA Professional System이 설립되었다. 유럽에서는 2014년에 EGF 전문 시스템이 구축되었다.
프로 등급은 아마추어 등급(보통 30급에서 7단)과 별개이다. 프로 순위는 1단에서 9단까지로 이루어진다. 과거에는 프로 1단이 (유럽)아마추어 7단과 비슷했었다. 그러나 1990년대 후반부터(특히 중국과 한국에서) 프로가 되기 위한 경쟁이 치열해지면서 프로 1단이 과거보다 훨씬 더 강해지는 경우가 되었다.
동아시아 프로 협회, 특히 루마니아, 오스트리아, 독일, 러시아, 헝가리, 호주, 핀란드, 미국에서 경쟁하는 서구 출신 프로 바둑 기사들도 있다.
알파제로 및 릴라제로와 같은 AI 프로그램은 이제 인간이 할 수 있는 것보다 훨씬 더 높은 수준에서 바둑을 둘 수 있다. 전 바둑계에서 최고였던 이세돌은 "1위가 되어도 나는 정상에 있지 않다"는 사실을 깨닫고 은퇴를 결심했다고 말했다.

## 같이 보기
- 국제 바둑 연맹
- 바둑의 단급제도